# Overlanding
Overlanding consiste en viajar a sitios remotos en donde el viaje como tal es el principal objetivo o meta, pero no el único.
Por lo general, aunque no exclusivamente, se utilizan mecanismos de transporte con capacidades todoterreno (desde bicicletas hasta camiones) donde la principal forma de alojamiento es el camping. A menudo es duradero, con períodos prolongados de tiempo (meses o años), abarcando inclusive lugares más allá de las fronteras internacionales. El término "Overlanding" proviene de Australia, de manejar o conducir por muy largas distancias (Overlanding = Over very long distances).

## Historia
El overlanding en su forma más moderna (con el uso del transporte mecanizado) se inició a mediados del siglo pasado con la llegada y comercialización de vehículos de tracción en las cuatro ruedas (Jeeps y Land Rover). En 1949 y a menos de un año de su salida al mercado, el coronel Leblanc condujo su nueva Land Rover Serie I de 80 pulgadas (2.000 mm) desde el Reino Unido a Etiopía.
Se sucedieron posteriormente más viajes privados y, con la colonización del interior de África, fueron muchos los grupos que salieron desde Europa hacia remotos destinos africanos. En ayuda a estos esfuerzos de aventura la Asociación del Automóvil de Sudáfrica publica una guía titulada "Carreteras Trans-Africanas, libro de ruta de las grandes regiones de África".
La primera edición apareció en 1949 y se incluyeron capítulos sobre la selección del vehículo, la elección de la hora de inicio, los suministros de gasolina, agua, provisiones, equipos, normas de tránsito, lugares de descanso, etc. El lenguaje del libro dio un muy buen pantallazo de todo lo necesario a tener en cuenta para la realización de este tipo de viajes y fue a partir de este momento que el Overlanding se desarrolló en Europa y África.
En Australia, el overlanding fue inspirado en gran medida por Leonard Beadell que, entre los años 1940 y 1950, construyó muchos de los caminos que se abrieron en el outback de Australia. Hoy en día los caminos siguen siendo utilizados por overlanders australianos, manteniendo todavía los nombres que Leonard les dio: carretera Gunbarrel, carretera Connie Sue (con el nombre de su hija) y carretera Anne Beadell  (con el nombre de su esposa).

## Overlanding moderno
El overlanding se incrementó en las dos últimas décadas siendo este cada vez más popular, influido en gran parte por la realización del Camel Trophy evento que se realizó desde 1980 hasta el año 2000 por rutas que atravesaban terrenos sumamente difíciles. Posteriormente, en el año 2007,  comenzó a publicarse la revista Overland Journal. Hoy en día es común la organización de reuniones a través de grupos que lo practican, con una reunión que se celebra anualmente cada Navidad en Ushuaia.
Hoy, gracias a la internet que facilitó el acceso a la información, pueden planificarse mejor los largos viajes en tierras extranjeras. Existen también muchos foros donde los viajeros intercambian información y consejos, así como la planificación de las coordenadas por donde se atravesará.
Mientras que algunas empresas construyen y comercializan vehículos terrestres capaces para este tipo de aventuras, muchos overlanders consideran que la preparación del vehículo es una parte fundamental de la experiencia. Tanto Sudáfrica como Australia cuentan con industrias importantes basadas en la fabricación de accesorios para este tipo de excursiones.

## Overlanding comercial
A finales de 1960 se vio la llegada comercial del overlanding. Las empresas comenzaron a ofrecer excursiones grupales por tierra en grandes camiones especialmente acondicionados; sobre todo en África estos viajes pueden durar semanas incluso meses. Este se basa en gran medida en la participación y el disfrute de los excursionistas que pagan para la preparación de alimentos, compra de provisiones y el establecimiento del campamento.
El overlanding comercial se ha expandido en diferentes modalidades a todos los continentes del mundo a excepción de la Antártida.